# Harpullia crustacea
Harpullia crustacea är en kinesträdsväxtart som beskrevs av Ludwig Radlkofer. Harpullia crustacea ingår i släktet Harpullia och familjen kinesträdsväxter. Inga underarter finns listade i Catalogue of Life.